# Квантовий фазовий перехід

Квантова критична точка (QCP) — це точка на фазовій діаграмі матеріалу, де відбувається безперервний фазовий перехід при абсолютному нулі.

У фізиці квантовий фазовий перехід (QPT) — це фазовий перехід між різними квантовими фазами (фазами речовини при нульовій температурі). На відміну від класичних фазових переходів, доступ до квантових фазових переходів можливий лише шляхом зміни фізичного параметра, наприклад магнітного поля або тиску, за температури абсолютного нуля. Перехід описує різку зміну основного стану системи багатьох частинок через її квантові флуктуації. Такий квантовий фазовий перехід може бути фазовим переходом другого роду. Квантові фазові переходи також можуть бути представлені квантовим фазовим переходом топологічної ферміонної конденсації, див. сильно корельована квантова спінова рідина. У випадку тривимірної фермі-рідини цей перехід перетворює поверхню Фермі в об’єм Фермі. Такий перехід може бути фазовим переходом першого роду, оскільки він перетворює двовимірну структуру (поверхню Фермі) у тривимірну. В результаті топологічний заряд фермі-рідини різко змінюється, оскільки він приймає лише одне з дискретного набору значень.